# Un Prêtre en 1839
Un Prêtre en 1839 – młodzieńcza  powieść Juliusza Verne’a, napisana w latach 1846–1847. Obecny właściciel rękopisu - Miejska Biblioteka w Nantes - wydała tę powieść po francusku po raz pierwszy w 1991 jako Un Prêtre en 1835. Utwór składa się z jednego tomu podzielonego na 21 rozdziałów.
Dotychczas (listopad 2010) nie została opublikowana po polsku

.
Przetłumaczona na pięć innych języków europejskich.